# Nafissatou Thiam

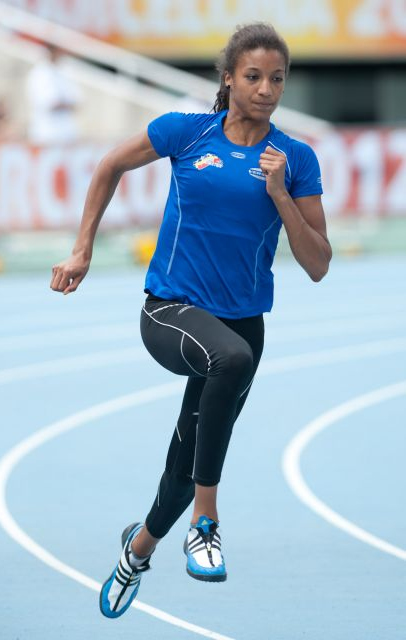
Nafissatou Thiam op de WK U20 in Barcelona in 2012.

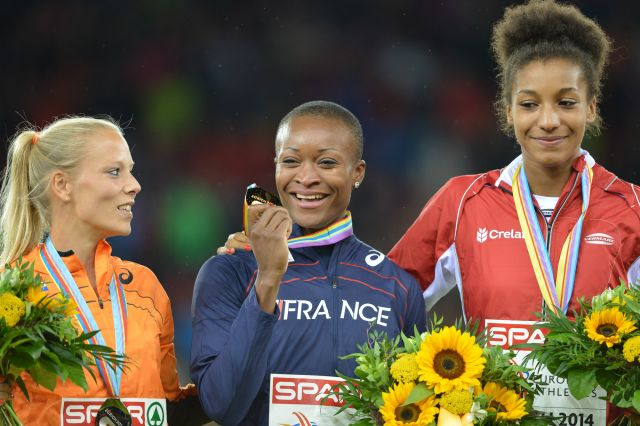
Nafissatou Thiam op het podium van de zevenkamp op de EK 2014 in Zürich, met Nadine Broersen (zilver) en Antoinette Nana Djimou (goud).

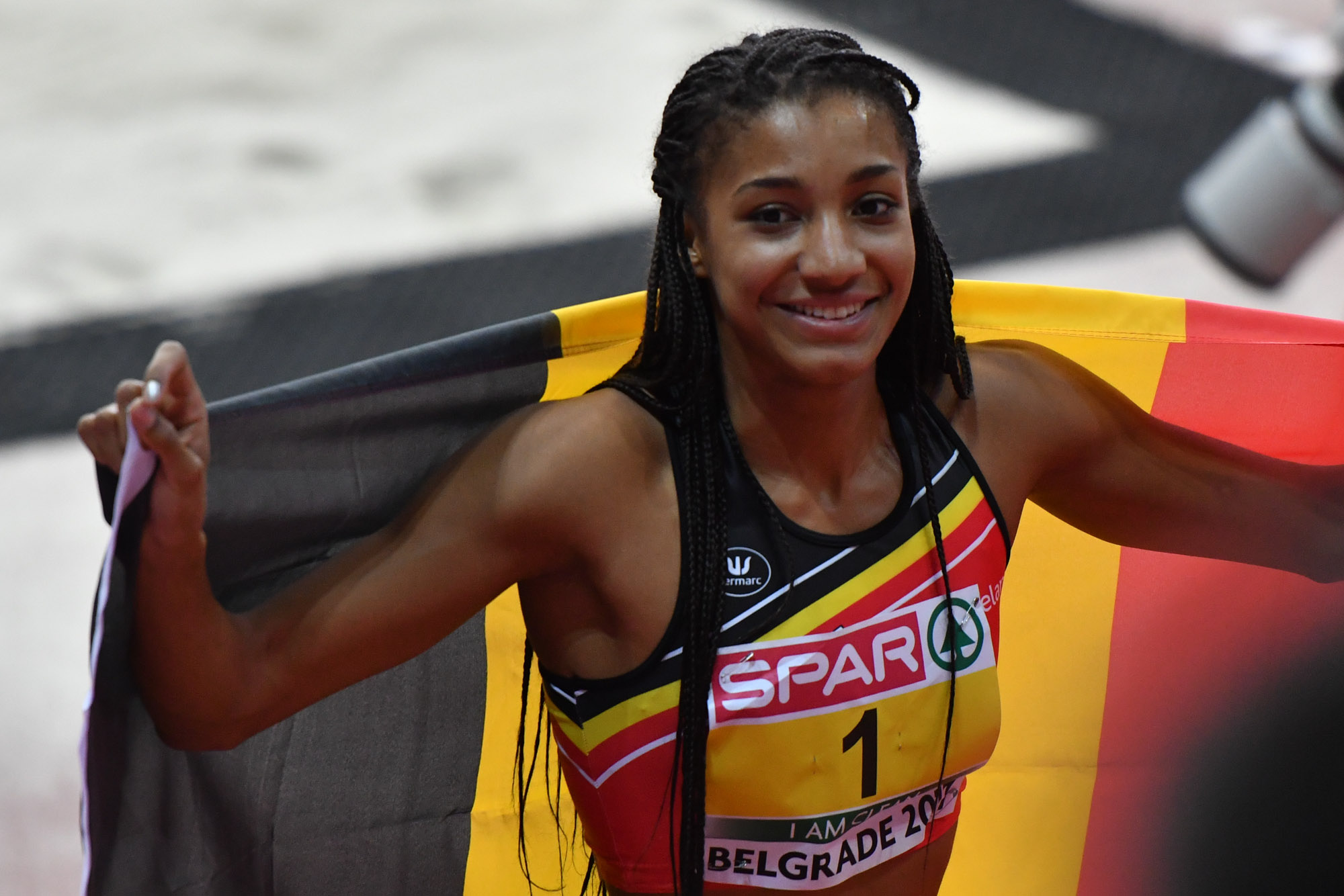
Nafissatou Thiam na het veroveren van de Europese indoortitel op de vijfkamp in 2017, Belgrado.

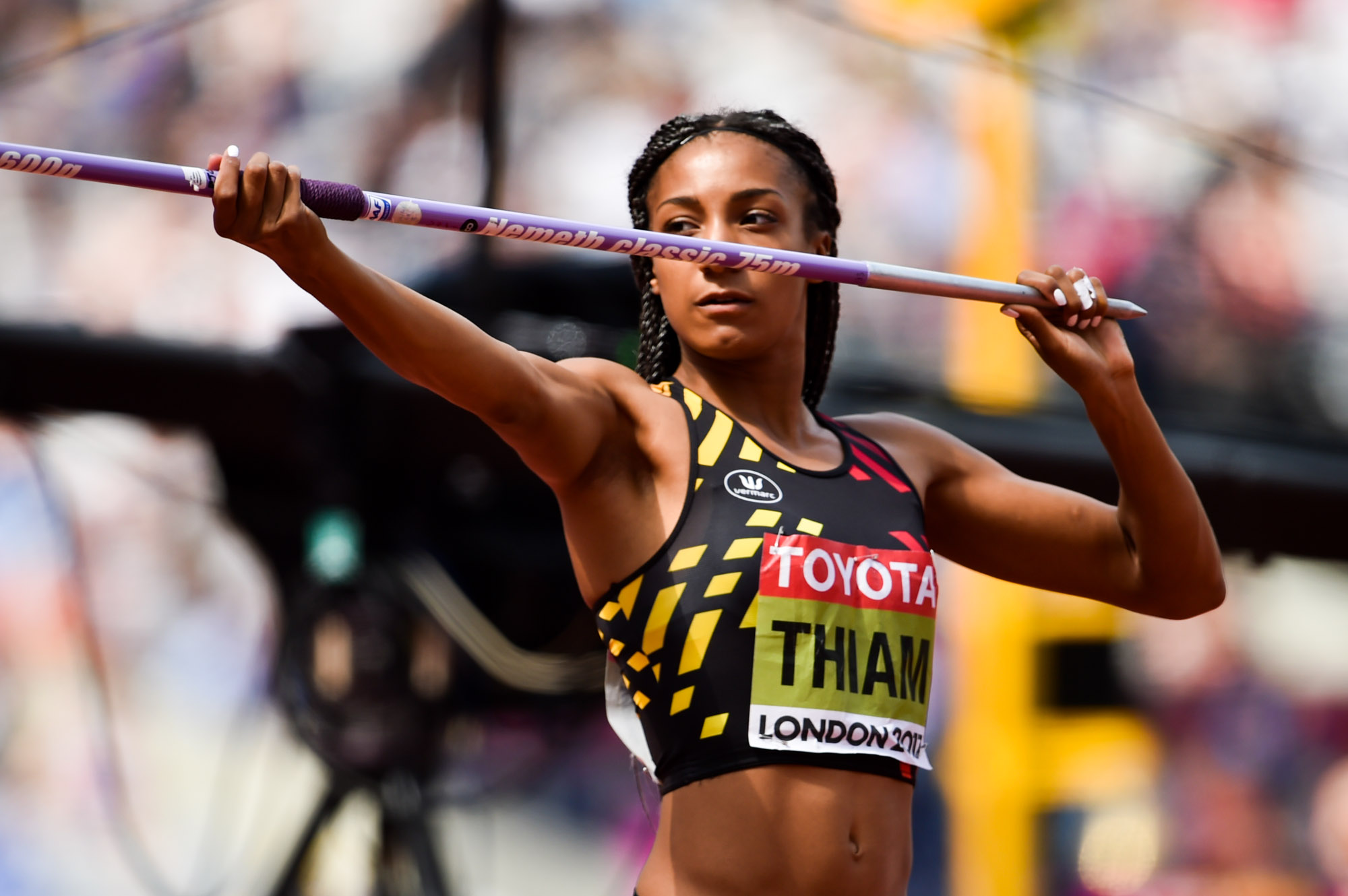
Nafissatou Thiam tijdens het WK 2017 in Londen.

Nafissatou (Nafi) Thiam (Brussel, 19 augustus 1994) is een Belgische meerkampster. Ze werd in 2016, 2021 en 2024 olympisch kampioene op de zevenkamp. In 2017 en 2022 werd ze wereldkampioene, in 2018, 2022 en 2024 Europees kampioene. Op de vijfkamp werd ze in 2017, 2021 en 2023 Europees kampioene indoor. Met een totaal van 5055 punten verbeterde ze in 2023 het wereldrecord indoor.

## Loopbaan

### Eerste seniorenmedaille
Thiam, dochter van een Belgische moeder en een Senegalese vader, doet sinds haar zevende aan atletiek en is actief bij de Luikse atletiekclub RFC Liégeois, waar ze wordt getraind door Roger Lespagnard. Ze won haar eerste nationale titel in haar leeftijdsgroep in 2009 en veroverde in 2011 haar eerste medaille bij de senioren door derde te worden bij het verspringen tijdens de Belgische indoorkampioenschappen. Bovendien werd zij dat jaar vierde op de zevenkamp bij de wereldkampioenschappen U18 in Rijsel.

### Gouden Spike
In 2012 nam Nafissatou Thiam deel aan de zevenkamp op de wereldkampioenschappen voor junioren en behaalde daar een veertiende plaats. Op de Belgische kampioenschappen veroverde zij dat jaar zilver bij het speerwerpen. Op de Memorial Van Damme 2012 werd ze elfde bij het hoogspringen.
Op grond van haar prestaties werd haar aan het eind van het jaar de Belgische atletiekprijs, de Gouden Spike als vrouwelijke belofte, uitgereikt.

### Wereldindoorrecord junioren
Thiam brak op 3 februari 2013 in Gent met 4558 punten het wereldjuniorenrecord op de vijfkamp, dat sinds maart 2002 op naam stond van de Zweedse Carolina Klüft. Ze liep de 60 m horden in 8,65 s, sprong 1,84 m hoog, stootte de kogel naar 14 meter, sprong 6,30 m ver en liep 2.21,16 op de 800 m. Met de 4558 punten haalde ze die dag wereldwijd de vierde prestatie van het indoorseizoen 2013.
Op 19 maart 2013 maakte de IAAF echter bekend dat het nieuwe wereldrecord niet kon worden gehomologeerd. Omdat er na afloop van de proeven geen controleur aanwezig was, kon immers de daarvoor vereiste dopingcontrole niet ter plekke worden uitgevoerd. Alhoewel er 's anderendaags wel een controle plaatsvond, die overigens een negatief resultaat opleverde, oordeelde de IAAF dat niet van de regels kon worden afgeweken. Bijgevolg liep Thiam door een organisatorische fout haar wereldrecord mis.

### Eerste seniorentoernooien
Thiam werd opgenomen in de Belgische selectie van het Europees kampioenschap indooratletiek 2013 in Göteborg, waar ze op 1 maart 2013 in de vijfkamp een zesde positie behaalde. Ze verbeterde daarbij met 8,63 haar persoonlijk record op de 60 m horden. Na horden, hoogspringen en kogelstoten stond ze op een voorlopig derde positie, die ze ook kon behouden na het verspringen. Op de 800 m eindigde ze als elfde.
In augustus 2013 nam ze met de Belgische selectie deel aan de wereldkampioenschappen in Moskou. Op de eerste dag van de zevenkamp verbeterde ze haar persoonlijk record bij het hoogspringen tot 1,92 m, waarmee ze op de derde plaats kwam in de rangschikking. Deze positie kon ze ook nog behouden na het kogelstoten. Ze besloot de eerste dag op de negende plaats. Op de tweede dag kon ze deze positie na de eerste twee proeven behouden, maar in de afsluitende 800 m eindigde ze in 2.25,43 s als laatste. Mede omdat vrijwel al haar tegenstandsters in deze serie hun PR-prestaties aanscherpten, zakte ze nog weg naar de veertiende plaats, wat gezien haar jeugdige leeftijd toch als een uitstekend resultaat mag worden beschouwd. Op de Europese kampioenschappen voor junioren (U20) in Rieti behaalde ze de titel. Ze verbeterde daarbij met 6298 punten het Belgisch record van Tia Hellebaut.

### Eerste internationale medailles bij de senioren
In 2014 verbeterde Thiam op de Hypomeeting haar Belgisch record naar 6508 punten. Later dat jaar nam ze deel aan de Europese kampioenschappen in Zürich. Ze behaalde een bronzen medaille. Ook op de EK indoor in Praag behaalde ze een medaille. Ditmaal een zilveren op de vijfkamp. Later dat jaar nam ze op het hoogspringen deel aan de Europese kampioenschappen U23 in Tallinn. Met een sprong van 1,87 m veroverde ze ook hier een zilveren medaille. Een jaar later werd ze tijdens de WK in Peking op de zevenkamp elfde met 6298 punten.

### 2016: Olympische spelen in Rio
Op 12 en 13 augustus 2016 nam Thiam in Rio de Janeiro voor het eerst deel aan de Olympische Spelen. Ze verbeterde haar persoonlijk record op vijf van de zeven onderdelen van de zevenkamp. Bij het hoogspringen zorgde ze samen met Katarina Johnson-Thompson voor de hoogste sprong ooit in een meerkamp: 1,98, hoger dan de winnende sprong bij de olympische hoogspringcompetitie enkele dagen later. Daarnaast verbeterde ze het Belgisch record op de zevenkamp met meer dan 300 punten. Met 6810 punten behaalde ze de gouden medaille, met 35 punten voorsprong op de Britse titelverdedigster Jessica Ennis-Hill.

### 2017: EK indoor, Hypomeeting en WK
In 2017 gaf Thiam al vroeg in het seizoen blijk van haar plannen voor dat jaar. Na zich in februari bij de Belgische indoorkampioenschappen te hebben beperkt tot het hoogspringen, waarop zij met 1,90 de nationale titel veroverde, hield zij enkele weken later tijdens de EK indoor in Belgrado op de vijfkamp de voltallige concurrentie op afstand en veroverde de Belgische de gouden medaille met een PR-totaal van 4870 punten, ruim honderd punten meer dan de als tweede eindigende Oostenrijkse Ivona Dadic. Vooral haar winst bij het hoogspringen viel op. Met haar 1,96 zou zij op het individuele nummer op de tweede plaats zijn geëindigd.
Aan het begin van het buitenseizoen nam zij op 27 en 28 mei 2017 vervolgens deel aan de Hypomeeting in Götzis, Oostenrijk, waar ze de zevenkamp won met een totaal van 7013 punten. Hiermee werd ze de vierde atlete die de kaap van 7000 punten overschreed en bekleedde ze toen de derde plaats op de ranglijst aller tijden. Tijdens deze meeting verbeterde ze ook het Belgische record speerwerpen. In augustus werd ze in Londen wereldkampioene met 6784 punten. Daarmee was ze eerste Belgische ooit die een wereldtitel wist te veroveren.
Eind november werd Nafissatou Thiam door de IAAF uitgeroepen tot de beste atlete van het jaar. Het was voor het eerst in de geschiedenis dat een Belgische atleet of atlete die onderscheiding kreeg uitgereikt.

### 2021: Olympische spelen in Tokio
Thiam behaalde op de zevenkamp van de met een jaar uitgestelde Olympische spelen in Tokio de gouden medaille met een score van 6791 punten, en eindigde daarmee voor de twee Nederlandse deelneemsters Anouk Vetter en Emma Oosterwegel, die resp. zilver en brons haalden.

### 2022: Tweede wereldtitel in Eugene
Thiam behaalde in 2022 op haar eerste zevenkamp van dat jaar in Eugene een tweede wereldtitel. Op de afsluitende 800 m haalde ze met een persoonlijk record van 2.13,00 een kleine achterstand op Anouk Vetter op. Ze eindigde met een score van 6947 punten, haar hoogste behaald op een kampioenschap.

### 2023: Wereldindoorrecord vijfkamp
Op 3 maart 2023 werd Thiam voor de derde keer in haar carrière Europees kampioene vijfkamp in zaal op het EK in Istanboel. Met een totaal van 5.055 punten verbrak ze het elf jaar oude Europees en wereldrecord van 5.013 punten van de Oekraïense Natalija Dobrynska.

## Titels

### Internationale kampioenschappen
Outdoor
| Onderdeel | Titel                       | Jaar             |
| --------- | --------------------------- | ---------------- |
| zevenkamp | Olympisch kampioene         | 2016, 2021,2024  |
| zevenkamp | Wereldkampioene             | 2017, 2022       |
| zevenkamp | Europees kampioene          | 2018, 2022, 2024 |
| zevenkamp | Europees kampioene junioren | 2013             |

Indoor
| Onderdeel | Titel              | Jaar             |
| --------- | ------------------ | ---------------- |
| vijfkamp  | Europees kampioene | 2017, 2021, 2023 |

### Belgische kampioenschappen
Outdoor
| Onderdeel   | Jaar                   |
| ----------- | ---------------------- |
| verspringen | 2015, 2018, 2022, 2025 |
| speerwerpen | 2023                   |

Indoor
| Onderdeel    | Jaar       |
| ------------ | ---------- |
| 60 m horden  | 2017       |
| hoogspringen | 2015, 2017 |
| verspringen  | 2016       |
| vijfkamp     | 2016       |

## Persoonlijke records
Outdoor
| Onderdeel        | Prestatie    | Wind (m/s) | Datum             | Plaats            |
| ---------------- | ------------ | ---------- | ----------------- | ----------------- |
| 200 m            | 24,37 s      | -1,5       | 18 mei 2019       | Gaurain-Ramecroix |
| 800 m            | 2.10,62      |            | 9 augustus 2024   | Parijs            |
| 100 m horden     | 13,21 s      | +1,4       | 17 juli 2022      | Eugene            |
| hoogspringen     | 2,02 m       |            | 22 juni 2019      | Talence           |
| verspringen      | 6,86 m (NR)  | +0,9       | 18 augustus 2019  | Birmingham        |
| kogelstoten      | 15,54 m      |            | 8 augustus 2024   | Parijs            |
| speerwerpen      | 59,32 m (NR) |            | 28 mei 2017       | Götzis            |
| zevenkamp        | 7013 (NR)    |            | 27-28 mei 2017    | Götzis            |
| hinkstapspringen | 12,82 m      | -2,6       | 14 september 2014 | Moeskroen         |

Indoor
| Onderdeel    | Prestatie         | Datum        | Plaats   |
| ------------ | ----------------- | ------------ | -------- |
| 800 m        | 2.13,60           | 3 maart 2023 | Istanbul |
| 60 m horden  | 8,23 s            | 3 maart 2017 | Belgrado |
| hoogspringen | 1,96 m            | 3 maart 2017 | Belgrado |
| verspringen  | 6,79 m (NR)       | 1 maart 2020 | Liévin   |
| kogelstoten  | 15,54 m           | 3 maart 2023 | Istanbul |
| vijfkamp     | 5055 (NR, AR, WR) | 3 maart 2023 | Istanbul |

NR: nationaal record
AR: Europees record
WR: wereldrecord

### Opbouw PR meerkamp en potentie op basis van persoonlijke records
In de tabel staat de uitsplitsing van het persoonlijk record op de zevenkamp. In de kolommen ernaast staat ook het potentieel record, met alle persoonlijke records op de losse onderdelen en de bijbehorende punten.
|              | Uitsplitsing PR | Uitsplitsing PR | Uitsplitsing PR |              | Potentieel record | Potentieel record |
| Onderdeel    | Prestatie       | Wind (m/s)      | Punten          | Pers. record | Punten            |                   |
| ------------ | --------------- | --------------- | --------------- | ------------ | ----------------- | ----------------- |
| 100 m horden | 13,34 s         | -0,7            | 1074            | 13,21 s      | 1093              |                   |
| hoogspringen | 1,98 m          |                 | 1211            | 2,02 m       | 1264              |                   |
| kogelstoten  | 14,51 m         |                 | 828             | 15,54 m      | 897               |                   |
| 200 m        | 24,40 s         | -1,6            | 943             | 24,37 s      | 945               |                   |
| verspringen  | 6,56 m          | +0,8            | 1027            | 6,86 m       | 1125              |                   |
| speerwerpen  | 59,32 m         |                 | 1041            | 59,32 m      | 1041              |                   |
| 800 m        | 2.15,24         |                 | 889             | 2.10,62      | 956               |                   |
| Puntentotaal |                 |                 | 7013            |              | 7321              |                   |

## Palmares

### hoogspringen
- 2013: 4e Jeux de la Francophonie te Nice – 1,83 m
- 2014:  Flanders Indoor te Gent – 1,94 m
- 2015:  BK indoor AC – 1,85 m
- 2015:  EK U23 in Tallinn – 1,87 m
- 2016: 4e EK in Amsterdam – 1,93 m
- 2017:  BK indoor AC – 1,90 m

Diamond League-resultaten
- 2025: 9e Athletissima - 1,81 m

### verspringen
- 2011:  BK indoor AC – 5,79 m
- 2011: 9e EYOF te Trabzon – 5,50 m
- 2015:  BK AC – 6,40 m
- 2016:  BK indoor AC – 6,51 m (NR)
- 2018:  BK indoor AC – 6,28 m
- 2018:  BK AC – 6,60 m
- 2021:  Gouden Spike - 6,62 m (+1,8 m/s)
- 2022:  BK AC – 6,63 m

Diamond League-podiumplaatsen
- 2019:  Müller Grand Prix Birmingham – 6,86 m (NR)

### kogelstoten
- 2014:  BK indoor AC – 14,22 m
- 2015:  BK indoor AC – 13,92 m
- 2015:  BK AC – 14,07 m
- 2021:  BK AC – 14,99 m

### speerwerpen
- 2011: 11e EYOF – 40,62 m
- 2012:  BK AC – 45,17 m
- 2016:  BK AC – 52,62 m
- 2023:  BK AC – 51,95 m

### 60 m horden
- 2017:  BK indoor AC – 8,37 s
- 2018:  BK indoor AC – 8,35 s
- 2020:  BK indoor AC – 8,34 s

### 100 m horden
- 2016:  BK AC – 13,77 s
- 2019:  BK AC – 13,36 s
- 2021:  Gouden Spike in Leiden - 13,57 s (+1,5 m/s)
- 2022:  BK AC – 13,50 s

### vijfkamp
- 2015:  EK indoor te Praag – 4696 p
- 2016:  BK indoor – 4678 p
- 2017:  EK indoor te Belgrado – 4870 p
- 2021:  EK indoor te Torun – 4904 p (NR)
- 2023:  EK indoor te Istanboel – 5055 p (WR)

### zevenkamp
- 2011: 4e WK voor scholieren te Rijsel – 5366 p
- 2012: 14e WK U20 te Barcelona – 5384 p
- 2013  EK U20 te Rieti – 6298 p (NR)
- 2013: 14e WK te Moskou – 6070 p
- 2014: 5e Hypomeeting te Götzis – 6508 p (NR)
- 2014:  EK te Zürich – 6423 p
- 2015: 9e Hypomeeting – 6412 p
- 2015: 11e WK te Peking – 6298 p
- 2016: 4e Hypomeeting – 6491 p
- 2016:  OS te Rio de Janeiro – 6810 p (NR)
- 2017:  Hypomeeting – 7013 p (NR)
- 2017:  WK te Londen – 6784 p
- 2018:  Hypomeeting – 6806 p
- 2018:  EK te Berlijn – 6816 p
- 2019:  Décastar – 6819 p
- 2019:  WK te Doha – 6677 p
- 2021:  OS te Tokio – 6791 p
- 2022:  WK te Eugene – 6947 p
- 2022:  EK te München – 6628 p
- 2024:  EK te Rome – 6848 p
- 2024:  OS te Parijs – 6880 p

## Onderscheidingen
- 2010: Grote Prijs LBFA voor beste belofte
- 2012: Gouden Spike voor beste vrouwelijke belofte
- 2013: Gouden Spike
- 2013: Sportbelofte van het jaar
- 2013: Sportverdienste Franse Gemeenschap
- 2014: Ridder in de orde van Waalse verdienste
- 2014: Gouden Spike
- 2014: Sportvrouw van het jaar
- 2015: Gouden Spike
- 2016: Europees talent van het jaar
- 2016: Nationale trofee voor sportverdienste
- 2016: Gouden Spike
- 2016: Sportvrouw van het jaar
- 2016: Commandeur in de orde van Waalse verdienste
- 2017: IAAF-atlete van het jaar
- 2017: Gouden Spike
- 2017: Sportvrouw van het jaar
- 2018: Gouden Spike
- 2019: Gouden Spike
- 2021: Gouden Spike
- 2022: Gouden Spike[8]
- 2022: Sportvrouw van het jaar
- 2023: Grootofficier in de Leopoldsorde[9]
- 2024: Gouden Spike
- 2024: Sportvrouw van het jaar

## Spinnensoort
In 2024 werd een kogelspin naar haar vernoemd: Rhinoliparus nafithiamae.
1984: Glynis Nunn ·
1988: Jackie Joyner-Kersee ·
1992: Jackie Joyner-Kersee ·
1996: Ghada Shouaa ·
2000: Denise Lewis ·
2004: Carolina Klüft ·
2008: Natalja Dobrynska ·
2012: Jessica Ennis ·
2016: Nafissatou Thiam ·
2020: Nafissatou Thiam ·
2024: Nafissatou Thiam
1983 Ramona Neubert ·
1987 Jackie Joyner-Kersee ·
1991 Sabine Braun ·
1993 Jackie Joyner-Kersee ·
1995 Ghada Shouaa ·
1997 Sabine Braun ·
1999 Eunice Barber ·
2001 Jelena Prochorowa ·
2003 Carolina Klüft ·
2005 Carolina Klüft ·
2007 Carolina Klüft ·
2009 Jessica Ennis ·
2011 Jessica Ennis ·
2013 Hanna Melnitsjenko ·
2015 Jessica Ennis-Hill ·
2017 Nafissatou Thiam ·
2019 Katarina Johnson-Thompson ·
2022 Nafissatou Thiam ·
2023 Katarina Johnson-Thompson
1928 Louis Crooy en Victor Groenen · 1929 Georges Ronsse · 1930 Hyacinthe Roosen · 1931 René Milhoux en Jules Tacheny · 1933 Jef Scherens · 1934 Union Sint-Gillis · 1935 Arnold de Looz-Corswarem · 1936 Ernest Demuyter · 1937 Joseph Mostert · 1938 Hubert Carton de Wiart · 1939 Henry de Menten de Horne · 1940 Fernande Caroen · 1941 Jan Guilini · 1942 Pol Braekman · 1943 Albert de Ligne · 1944 niet toegekend · 1945 vliegend personeel van de Belgische sectie van de Royal Air Force · 1946 Gaston Reiff · 1947 Micheline Lannoy en Pierre Baugniet · 1948 Etienne Gailly · 1949 Feru Moulin · 1950 Briek Schotte · 1951 Johny Claes en Jacques Ickx · 1952 André Noyelle · 1953 bemanning van het jacht Omoo (zeilsport) · 1954 Adolf Verschueren · 1955 Roger Moens · 1956 Gilberte Thirion · 1957 Jacky Brichant en Philippe Washer · 1958 René Baeten · 1959 Belgische hockeyploeg bij de mannen · 1960 Flory Van Donck · 1961 Rik Van Looy · 1962 Gaston Roelants · 1963 Aureel Vandendriessche · 1964 Joël Robert · 1965 Eerste Jachtwing van de Belgische Luchtmacht · 1966 Raymond Ceulemans · 1967 Ferdinand Bracke en Eddy Merckx · 1968 Jacky Ickx · 1969 Serge Reding · 1970 Freddy Herbrand · 1971 Miel Puttemans · 1972 Karel Lismont · 1973 Roger De Coster · 1974 Paul Van Himst · 1975 Jean-Pierre Burny · 1976 Ivo Van Damme · 1977 Gaston Rahier · 1978 RSC Anderlecht · 1979 Robert Van de Walle · 1980 Belgische voetbalploeg bij de mannen · 1981 Annie Lambrechts · 1982 Ingrid Berghmans · 1983 Eddy Annys · 1984 André Malherbe · 1985 niet toegekend · 1986 William Van Dijck · 1987 Ingrid Lempereur · 1988 Eric Geboers · 1989 Michel Preud'homme · 1990 Jan Ceulemans · 1991 Jean-Michel Saive · 1992 Annelies Bredael · 1993 Vincent Rousseau · 1994 Brigitte Becue · 1995 Frédérik Deburghgraeve · 1996 Johan Museeuw · 1997 Luc Van Lierde · 1998 Ulla Werbrouck · 1999 Gella Vandecaveye · 2000 Joël Smets · 2001 Kim Clijsters en Justine Henin · 2002 Marc Wilmots · 2003 Stefan Everts · 2004 Axel Merckx · 2005 Tom Boonen · 2006 Kim Gevaert en Tia Hellebaut · 2007 4x100m-estafetteploeg voor vrouwen · 2008 niet toegekend · 2009 Philippe Gilbert · 2010 Philippe Le Jeune · 2011 Kevin Borlée · 2012 Evi Van Acker · 2013 Frederik Van Lierde · 2014 Daniel Van Buyten · 2015 4x400m-estafetteploeg voor mannen · 2016 Nafissatou Thiam · 2017 David Goffin · 2018 Nina Derwael · 2019 Belgische hockeyploeg bij de mannen · 2020 Wout van Aert · 2021 Bashir Abdi · 2022 Remco Evenepoel · 2023 Bart Swings · 2024 Lotte Kopecky